# District de Diamir
Le district de Diamir est une subdivision administrative du territoire Gilgit-Baltistan au Pakistan.